# スラヴ叙事詩

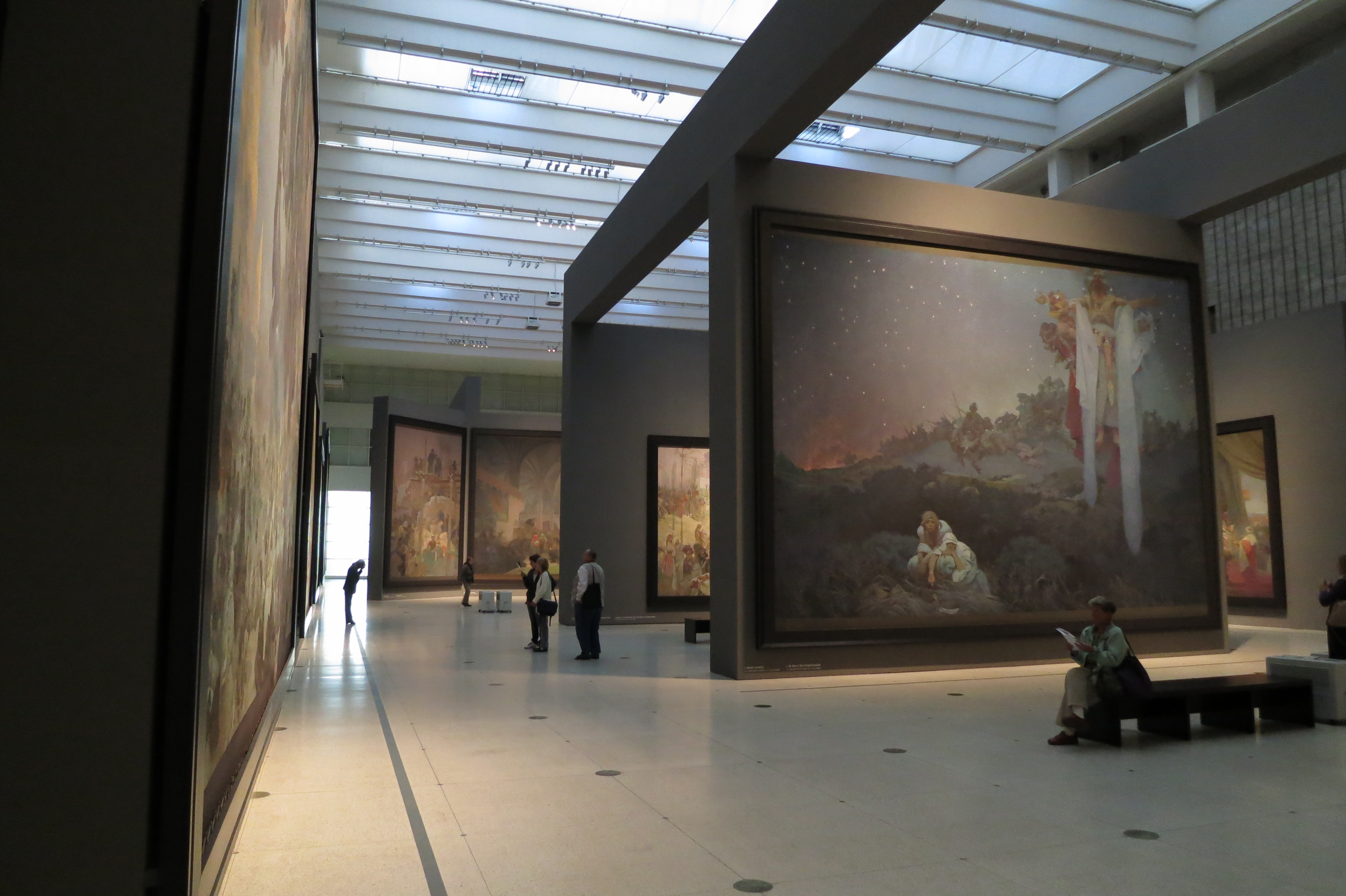
ヴェレトゥルジュニー宮殿における展示（2013年）

スラヴ叙事詩（スラヴじょじし、チェコ語: Slovanská epopej）はアルフォンス・ミュシャが1910年から1928年にかけて手掛けた壁画サイズの一連の作品である。チェコおよびスラヴ民族の伝承・スラヴ神話および歴史を描いた全20作品から成り、サイズは小さいものでもおよそ4 x 5メートル、大きいものでは6 x 8メートルに達する。作品は溶剤に卵を使ったテンペラを基本とし、一部には油彩も使われている。全作品が完成した後、1928年に特設の展示場を用意することを条件にこの作品はプラハ市に寄贈された。2024年現在、チェコ共和国南モラヴィア州のモラフスキー・クルムロフの城館に展示されている。

## 制作背景

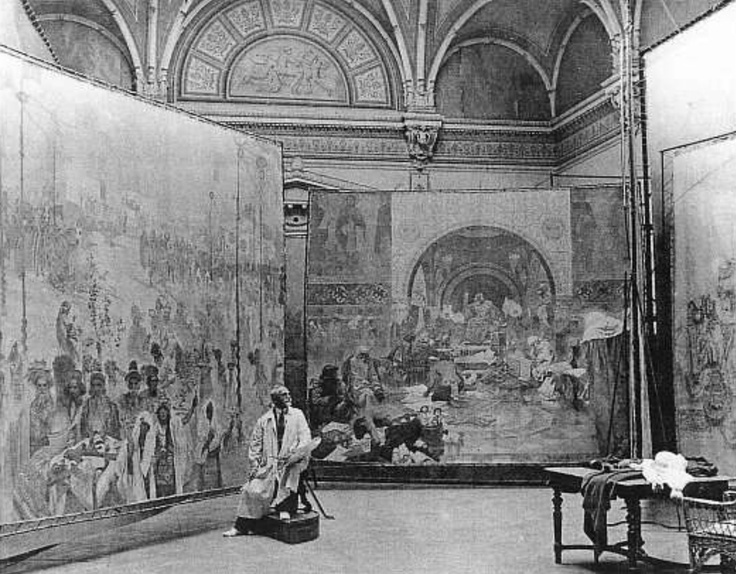
制作中のアルフォンス・ミュシャ（1920年）

ミュシャがいつスラヴ叙事詩を構想し始めたのかは正確には定かではないが、1900年のパリ万博においてボスニア・ヘルツェゴビナ館の内装を依頼され、そこでスラヴ民族の歴史を調査したことが大きな契機となっている。ミュシャはこの時「残りの人生をひたすら我が民族に捧げるという誓い」を立てた。しかしながら、この壮大な計画には、当然資金の問題が存在した。ミュシャは資金提供者を求めアメリカに渡り、アメリカの富豪チャールズ・クレーンと知り合った。クレーンは中東や東欧の政治情勢に興味を抱いており、スラヴ民族のナショナリズムについても大いに興味を示し、1909年にミュシャへの資金援助を約束した。ミュシャは作中に描写するため、ロシア、ポーランド、バルカン諸国やアトス山の正教会修道院を訪れた。さらに、歴史的事件の正確な描写のため、専門家から事件の詳細について意見を求めた。そして1910年、プラハ近郊にあるズビロフ城の一部を借り、ミュシャの20年近くにわたるスラヴ叙事詩制作が始まった。
1913年には毎年3点の『スラヴ叙事詩』の作品をプラハ市に引き渡す契約を行い、1912年に最初の3点の作品、『故郷のスラヴ人』『ルヤナ島のスヴァントヴィト祭』『大ボヘミアにおけるスラヴ的典礼の導入』が引き渡された。1919年には11枚の作品がプラハのクレメンティヌムで公開された。1921年には5作品が海を渡ってニューヨークとシカゴで展示され、この時の入場者数は合わせて60万人を記録した。
制作期間中には第一次世界大戦が勃発し、『スラヴ叙事詩』にも大きな影響を与えた。1918年、チェコは独立しチェコスロバキア共和国としてヨーロッパ諸国の一員となったのである。ミュシャはこの作品でスラヴ民族がいかに素晴らしい民族であるかを説き、民族意識の復興をもくろんでいた。しかし、近代的国家となったチェコは若い世代が台頭し新国家の発展、問題解決に日夜励んでおり、古い世代であるミュシャが描いた寓意や象徴といったものはもはや必要とされていなかったのである。急激な社会情勢の変化はこの作品を時代の空気に合わないものとしてしまった。
1928年、全作品が完成し、「スラヴの菩提樹の下で誓いを立てる若者たち」を除いた19点がヴェレトゥルジュニー宮殿で展示された。またチェコの独立10周年を記念してスラヴ叙事詩はプラハ市に寄贈された。

## 展示

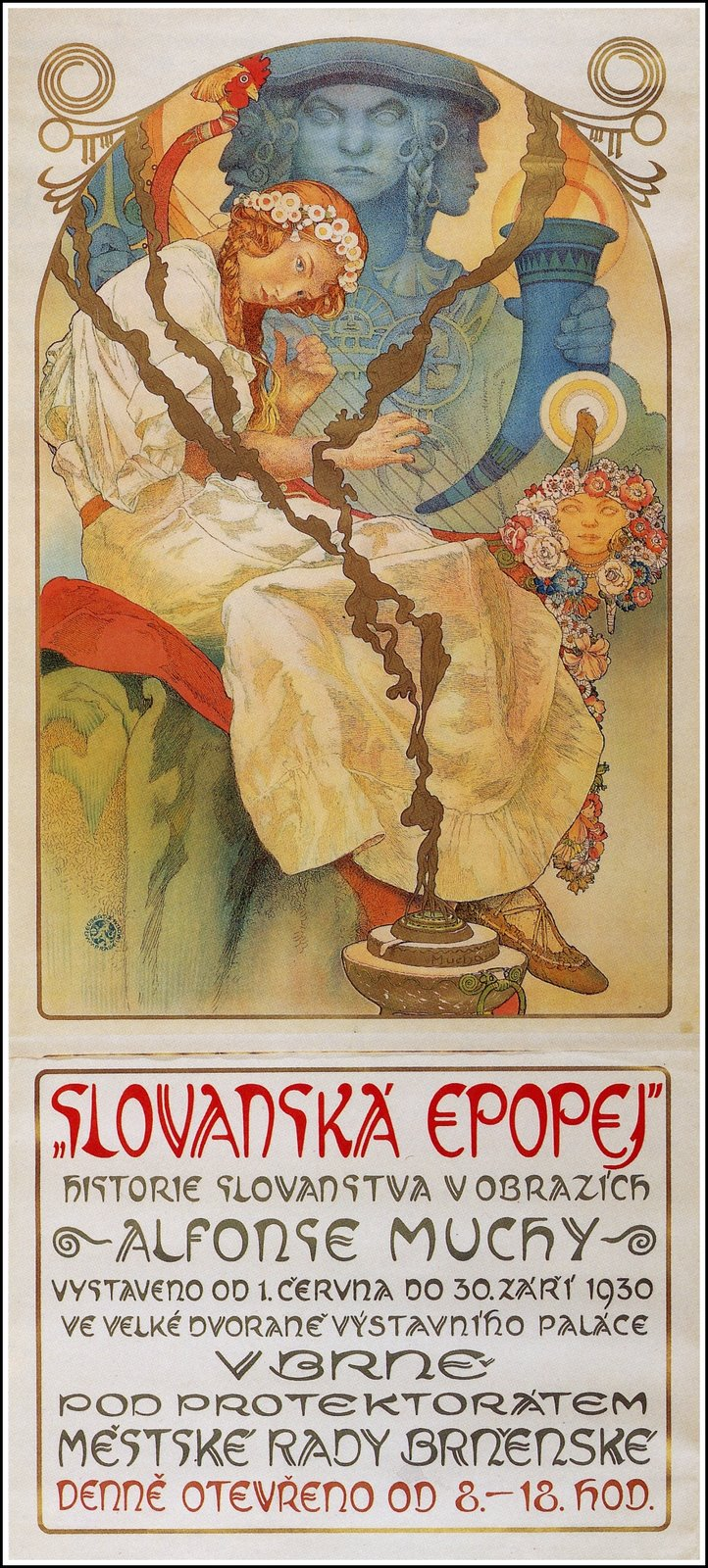
1930年にブルノで開催されたスラヴ叙事詩展覧会のポスター

ミュシャ存命中にほぼ全作品（「スラヴの菩提樹の下で誓いを立てる若者たち」を除いた19点）が展示されたのは1928年のプラハ展と1930年のブルノ展の2回である。この時に展示用のスペースを確保することを条件にプラハ市に寄贈されたが、その約束が守られることはなかった。その後第二次世界大戦中はナチスの略奪を防ぐため覆いをかけられ秘蔵された。戦後になり1948年のチェコスロバキア政変で共産党政権が樹立すると、ミュシャは社会主義リアリズムとは程遠い退廃的でブルジョワな芸術家とみなされるようになった。社会主義リアリズムの下ではこの作品は、古典的な技法で描かれていたこともあり、進歩を止めた芸術家の空疎な「巨大主義」に過ぎないと酷評されることもあった。1950年にはプラハからモラフスキー・クルムロフへと移動し、1963年になってスラヴ叙事詩は再び展示されるようになった。2012年まではモラフスキー・クルムロフの城館で展示されたが、交通アクセスの悪いところであり多くの人の目に触れることはなかった。また建物自体も温湿度、照明、セキュリティーなど問題を抱えており、プラハ市はスラヴ叙事詩をプラハに戻すよう要請した。何十年も街に存在したこともあり、住民からの反発は大きかったが、2012年にプラハへ移され、プラハ国立美術館のヴェレトゥルジュニー宮殿（見本市宮殿）(cs)1階に展示されていた。その後、同作品を展示するための施設をプラハに建設することが決定し、2026年の完成を予定している。それまでの間、同作品は元の展示場所であるモラフスキー・クルムロフで展示される。
チェコ国外においては展示されることが稀な作品である。2017年には日本の国立新美術館において全20点が展示されたが、全作品の展示はチェコ国外では初めてのことであった
。このことについて、1928年の約束が守られていないことをプラハ市に抗議しているミュシャの孫であるジョン・ミュシャは、この作品はチェコの「戴冠宝器」の一つとでも言うものであり、戴冠宝器を国外へ持ち出すなどあり得ないことだと述べている。

## 作品一覧
スラヴ叙事詩は全20作から成り、最大のものは高さ6メートル、幅8メートルある。作品は溶剤に卵を使ったテンペラを基本とし、一部には油彩も使われている。チェコおよびスラヴ民族の伝承および歴史を題材としており、太古の時代から1918年のチェコ独立までを描いている。ただし、制作順序については作品に描かれた時代どおりではない。作品タイトルおよび副題については (千足 2015) に依る。